# Beclean, Brașov
Beclean là một xã thuộc hạt Brașov, România. Dân số thời điểm năm 2002 là 1551 người.